# Temps mort (mini-série)
Pour les articles homonymes, voir Temps mort (homonymie).
Temps mort est une mini-série française en six épisodes de 15 minutes, créée par James L. Frachon et Guy Giraud, librement inspiré d'une idée originale de Thibault Poulain de Saint Père et Alain Robak, et diffusée à partir du 16 juillet 2008 sur 13e rue. Elle est sortie en DVD aux États-Unis sous le titre Zombieland.

## Synopsis
Un embaumeur dans la trentaine travaillant dans un funérarium, Jean, découvre qu'il est capable de voir et de parler avec les morts.

## Distribution
- Jean Rieffel : Jean
- Marie-France Santon : La mère
- Charles Schneider : Georges
- Frédérique Bel : Irène
- Caroline Beaune : Madame Brossard
- Philippe du Janerand : Francis Schaefer
- Karen Alyx : Sindy
- Eric Mariotto : Wilfried
- Karina Testa  : Claire

## Épisodes
1. L'Homme qui rêvait de parler aux morts
2. L'Actrice
3. L'Homme politique
4. Sindy
5. Le Complot
6. Le Rendez-vous